# Nordindiska slättlandet
Nordindiska slättlandet är en slätt i Indien, på gränsen till Pakistan. Den ligger i den centrala delen av landet, 300 km sydost om huvudstaden New Delhi.